# Villa Medicea di Stabbia
 (mars 2025).
La Villa Medicea di Stabbia est une villa médicéenne qui se situe au centre de Stabbia, une frazione de Cerreto Guidi en province de Florence, près de la Villa Medicea di Cerreto Guidi, dans la zone marécageuse du Padule di Fucecchio.
Ce lieu avait été exploité depuis la république florentine dès le début du Quattrocento, pour ses ressources giboyeuses et poissonneuses de la zone du marais.
Cosme de Médicis fit construire une résidence entre 1548 et 1568, en restructurant l'édifice fortifié de la famille Soderini, acheté par le duc Alexandre de Médicis.
Le projet est attribué à Niccolò Tribolo, continué par Davide Fortini, en 1550, après sa mort prématurée, et qui travailla également aux aménagements du lac de Fucecchio.
Elle a fait partie des domaines de production agricole des villas mineures des Médicis dans la région sous leur contrôle avec une activité majeure dans la seconde partie du Cinquecento.
En 1568 un inventaire des biens de Cosme Ier la décrit comme « un palazzo da signore con una piazza dinnanzi il Lago, con un poco d'orto dietro et una stalletta sulla piazza » et faisaient partie du domaine, des fours, des habitations pour les paysans et treize poteries, gérés par deux manufactures.
La villa, centre administratif des propriétés médicéennes du marais, est donnée par Cosme à son fils Don Pietro et au cardinal Ferdinand. Elle perd de son importance ensuite par la construction de celles de la Valdinievole (Ponte a Cappiano, Montevettolini, Bellavista et Castelmartini).
Passée ensuite au fils de Ferdinand, Don Lorenzo de' Medici, qui se distingua par sa gestion, elle revient, avec les autres possessions des Médicis, aux Habsbourg-Lorraine.
La vision plus utilitariste des nouveaux grands-ducs aliéna une grande partie du patrimoine foncier après 1777 et elle passa en des mains privées depuis cette date et pour ces raisons, n'est pas accessible au public.

## Sources
- (it) Cet article est partiellement ou en totalité issu de l’article de Wikipédia en italien intitulé « Villa medicea di Stabbia » (voir la liste des auteurs).